# Puig Penal
El Puig Penal és una muntanya de 677 metres que es troba al municipi de Montclar, a la comarca catalana del Berguedà.